# Olov Hegrelius
Anders Olov Richard Hegrelius, född 30 oktober 1908 i Västra Sallerups församling, Skåne, död 5 september 1989 i Johannes församling, Stockholm, var en svensk jurist.
Olov Hegrelius avlade juris kandidatexamen vid Lunds universitet 1932 och blev efter tingstjänstgöring 1933–1935 utnämnd till fiskal i hovrätten över Skåne och Blekinge 1936. Han blev extra ordinarie assessor 1946, tillförordnad revisionssekreterare 1948 och tjänstgjorde hos Militieombudsmannen 1942–1947. Hegrelius var expeditionschef i jordbruksdepartementet 1950–1953 och statssekreterare där 1953–1957 (tillförordnad från 1952). Efter åren i regeringskansliet återvände han till domarbanan som hovrättsråd i Göta hovrätt 1953–1957. Han var regeringsråd 1957–1975, varav åren 1972–1975 som ordförande i Regeringsrätten. Hegrelius utnämndes 1975 till veterinärmedicine hedersdoktor.